# Nem fenyegetett faj
Nem fenyegetettnek nevezzük azokat az élőlényfajokat, illetve alfajokat, amelyeket nem fenyeget a kihalás veszélye, és ez a közeljövőben sem várható.
Az ilyen fajokat, alfajokat a Természetvédelmi Világszövetség Vörös listája a Nem fenyegetett (Least Concern) kategóriába sorolja, rövidítése LC.
A Vörös Lista a kategóriát a következőképpen határozza meg:

„Egy taxon »Nem fenyegetett«, ha a vizsgálatok alapján nem sorolható a »Súlyosan veszélyeztetett«, a »Veszélyeztetett«, a »Sebezhető« vagy a »Mérsékelten fenyegetett« kategóriák egyikébe sem. Széles körben elterjedt és nagy egyedszámú taxonok tartoznak a kategóriába.”

– IUCN, Red List Categories and Criteria version 3.1

A Vörös Lista nem tartalmazza az összes fajt, amelyet nem fenyeget a kihalás. Az olyan fajokat, amelyek olyannyira távol állnak a kihalástól, hogy a Vörös Listán nem szerepelnek, gyakran közönségesnek nevezik.